# Kirsten Spott
Kirsten Spott (* 25. Juni 1963 in Stralsund) ist eine deutsche Schriftstellerin und Lehrerin.

## Leben
Kirsten Spott wuchs in Zerbst auf, wo sie ihr Abitur ablegte. Bereits im Alter von zwölf Jahren schrieb sie erste Erzählungen. Von 1983 bis 1988 studierte sie Pädagogik in Potsdam und war anschließend bis 1995 als Lehrerin für Musik und Deutsch in Berlin tätig. Im Jahr 1995 zog sie nach Glashütte und unterrichtet seitdem als Lehrerin für Musik und Deutsch am Marie-Curie-Gymnasium Dresden.
Im Jahr 2008 veröffentlichte sie mit dem Kurzgeschichtenband Die Philosophie des Zufalls ihr literarisches Debüt, das sich in 15 Geschichten mit dem Einfluss des Zufalls auf das Leben einzelner Protagonisten auseinandersetzt. Im Januar 2010 erschien der Band Im Schatten des Schweigens, der drei Erzählungen enthält. Sie widmen sich dem Thema des Aufeinandertreffens.
Es folgte im Sommer 2011 ihr Herzstück, der Fantasy-Roman Merlins Erben; der Roman handelt von zwei Protagonisten, die in eine andere Welt gelangen, die zu retten für sie prophezeit worden war. Das Titelbild wurde von Spotts Ehemann entworfen.
Kirsten Spott ist verheiratet und hat eine Tochter.

## Werke
- 2008: Die Philosophie des Zufalls (erschienen im Telescope Verlag)
- 2010: Im Schatten des Schweigens (erschienen im Dresdner Buchverlag)
- 2011: Merlins Erben (erschienen im Dresdner Buchverlag)